# Magazine Management
Magazine Management Co., Inc. était un groupe de presse américain actif de 1947 jusqu'au début des années 1970, connu pour des magazines d'aventures pour public masculin, d'humour, de la romance, des puzzles, des magazines dédiés à une célébrité ou un film et d'autres types de magazines, avec plus tard l'ajout de bandes dessinées en noir et blanc. L'entreprise est connue pour avoir été la maison-mère de Marvel Comics.
Parmi les filiales de Magazine Management, on peut citer Humorama, qui a publié des magazines petit format avec des dessins sensuels, Marvel Comics, et des comics en noir et blanc tels que le Vampire Tales, Savage Tales, et Unnkown Worlds of Science-Fiction.

## L'histoire
Fondée par Martin Goodman, qui avait commencé sa carrière dans les années 1930 avec les pulp magazines publiés sous l'ombrelle de plusieurs sociétés fictives, Magazine Management existe au moins à partir de 1947. Au début des années 1960, la société occupait le deuxième étage à l'angle de la 60e Rue et de Madison Avenue. Le groupe publie plusieurs types de magazines comme des aventures visant un public masculin avec des auteurs comme Bruce Jay Friedman, David Markson, Mario Puzo, Martin Cruz Smith, Mickey Spillane, et Ernest Tidyman; des magazines cinématographiques avec des auteurs comme Rona Barrett, des magazines d'humour.
À la fin des années 1960, des magazines d'aventures tels Stag et les Male ont commencé à évoluer vers des magazines masculins, avec les images de danseur et de mannequins en maillot de bain progressivement remplacés par des bikinis et des nus discrets, tout en réduisant les histoires de fiction, pour finalement devenir des magazines pornographiques.
Une filiale de la constellation de sociétés s'appelle Marvel Comics Group. Pour l'anecdote, le rédacteur-en-chef Roy Thomas se souvient, "j'ai été étonné d'apprendre en '65 que Marvel était juste un morceau d'une société-mère appelée Magazine Management".
À la fin de 1968, Goodman vend la totalité de ses entreprises d'édition au conglomérat Perfect Film and Chemical Corporation, qui les regroupe au sein d'une filiale nommée Magazine Management. Goodman reste l'éditeur en chef jusqu'en 1972.
En 1973, Perfect Film and Chemical se renomme Cadence Industries tandis que Magazine Management devient Marvel Comics Group, première des nombreux changements, fusions et acquisitions qui ont conduit à la société Marvel Entertainment du XXIe siècle,.

## Publications

### Magazines humoristique
- Best Cartoons from the Editors of Male & Stag, Magazine Gestion de paraître à moins de 1973 à 1975)[6]
- Breezy[citation nécessaire]
- Cartoon Capers—publié au moins de vol. 4, n ° 2 (1969) à vol. 10, n ° 3 (1975)[6]
- Cartoon Laughs—confirmé existantes: vol 12, n ° 3 (1973)[6]

### Aventures masculines et de magazines érotiques

#### Lancé avant 1970
- Action Life — 16 numéros, Atlas Magazines[7]
- Complete Man — publié en juin 1965? pour avril 1967?, Atlas Des Magazines/Diamond[8]
- For Men Only[2],[9] — a confirmé, au moins, de vol. 4, n ° 11 (Déc. 1957) à travers au moins vol. 26, n ° 3 (Mars 1976)

Publié par Canam Éditeurs, au moins, 1957), le Kiosque des Publications Inc. (au moins 1966-1967), le Film Parfait Inc. (au moins 1968), Magazine Gestion de la Co. Inc. (au moins 1970)
- Male[2] — publié au moins vol. 1, #2 (juillet 1950) par le biais de 1977[11]
- Male Home Companion[citation nécessaire]
- Stag[2] — au moins 314 questions publié en février 1942 – Février. 1976

Publié par Officiel Communications Inc. (1951), Officiel Magazines (Fév. 1952 – Mars 1958), Atlas (Juillet 1958 – Oct. 1968), Revue De Gestion (Dec. 1970 à la fin)
- Stag Annual — au moins 18 numéros parus 1964-1975

Publié par Atlas (1964-1968), Revue de Gestion (1970-1975)
- Swank (en)

#### Des années 1970 et au plus tard
- FILM International — qui couvre la R - X-rated films[9]

### Autres magazines
- Celebrity—existante dans au moins 1977[citation nécessaire]
- Modern Movies[14]
- Movie World [citation nécessaire]
- Screen Stars[15]